# 饶宏伟
饶宏伟（1962年9月—），中华人民共和国外交官，曾任中华人民共和国驻卢旺达共和国特命全权大使。

## 生平
1983年，饶宏伟任北京电子管厂技术员。1986年，任电子工业部（后改为机械电子工业部）干部司科员，后升主任科员。1990年，任国家外国专家局出国培训司主任科员，后任副处长、处长。1997年，任国家外国专家局驻加拿大代表处总代表。1999年，任国家外国专家局协会秘书局处长。2002年，任中国包装总公司国际合作部副主任。2003年，任中国包装总公司办公厅副主任、党组秘书。2004年，任中国卫星通信集团公司人力资源部副主任，后升任党委组织部部长兼人力资源部副主任、主任。2009年，任中国卫星通信集团公司企业文化部筹备组组长、部长。2011年，任驻澳大利亚大使馆公使衔参赞。2015年，出任中华人民共和国驻阿德莱德总领事。2016年12月，离任驻阿德莱德总领事。2017年2月，出任中华人民共和国驻卢旺达大使。2022年4月，自驻卢旺达大使离任。

## 家庭
已婚，有一子。